# Film con maggiori incassi in Canada e negli Stati Uniti

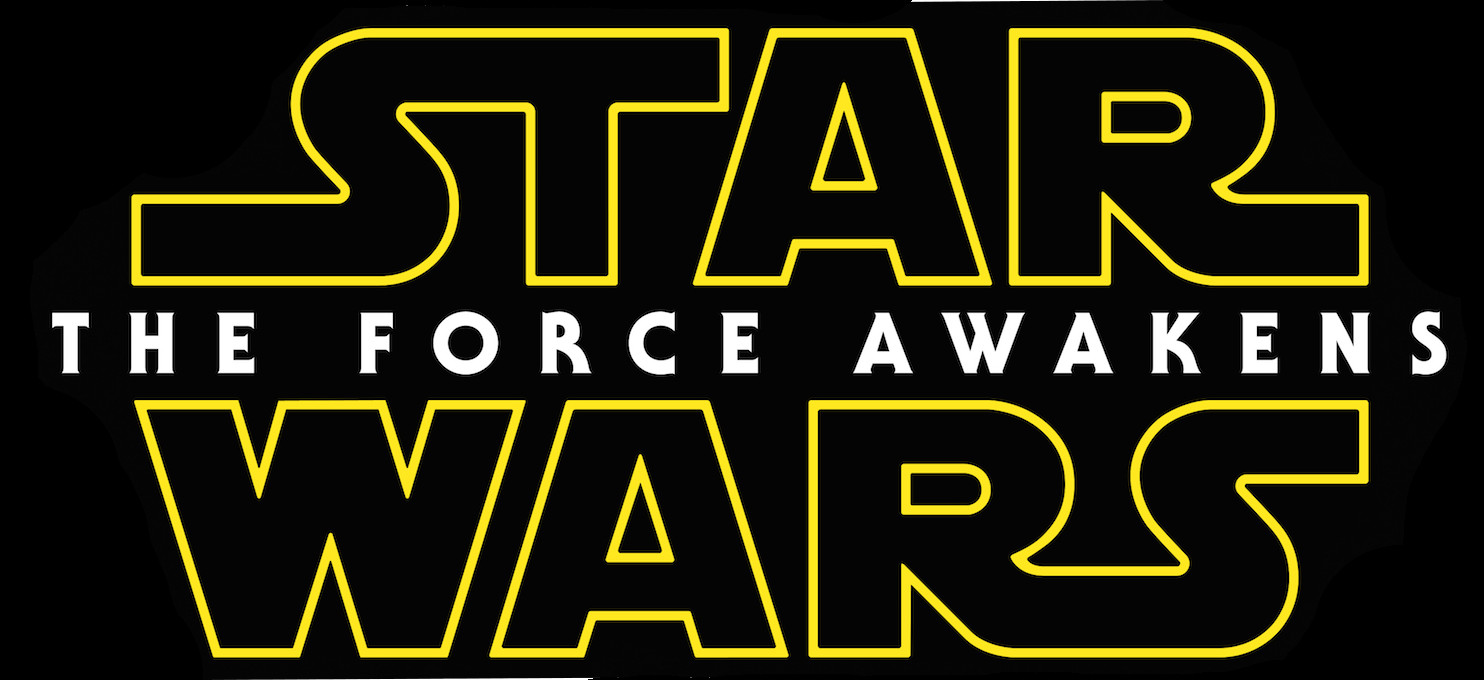
Logo di Star Wars - Il risveglio della Forza (2015), il film con il maggior incasso in Canada e negli Stati Uniti

Questa è la classifica dei film con maggiori incassi in Canada e negli Stati Uniti. Gli incassi sono espressi in dollari statunitensi, inoltre questa classifica non tiene conto del tasso d'inflazione e del sovrapprezzo delle uscite in 3D o IMAX.

## Classifica dei film con maggiori incassi
La classifica sottostante, non corretta secondo il tasso d'inflazione, è aggiornata al 19 agosto 2025.
| Pos. | Film                                                      | Anno | Incasso ($) |
| ---- | --------------------------------------------------------- | ---- | ----------- |
| 1    | Star Wars - Il risveglio della Forza                      | 2015 | 936 662 225 |
| 2    | Avengers: Endgame                                         | 2019 | 858 373 000 |
| 3    | Spider-Man: No Way Home                                   | 2021 | 814 866 759 |
| 4    | Avatar                                                    | 2009 | 785 221 649 |
| 5    | Top Gun: Maverick                                         | 2022 | 718 732 821 |
| 6    | Black Panther                                             | 2018 | 700 426 566 |
| 7    | Avatar - La via dell'acqua                                | 2022 | 684 075 767 |
| 8    | Avengers: Infinity War                                    | 2018 | 678 815 482 |
| 9    | Titanic                                                   | 1997 | 674 354 882 |
| 10   | Jurassic World                                            | 2015 | 653 406 625 |
| 11   | Inside Out 2                                              | 2024 | 652 980 194 |
| 12   | Deadpool & Wolverine                                      | 2024 | 636 745 858 |
| 13   | Barbie                                                    | 2023 | 636 238 421 |
| 14   | The Avengers                                              | 2012 | 623 357 910 |
| 15   | Star Wars - Gli ultimi Jedi                               | 2017 | 620 181 382 |
| 16   | Gli Incredibili 2                                         | 2018 | 608 581 744 |
| 17   | Super Mario Bros. - Il film                               | 2023 | 574 934 330 |
| 18   | Il re leone                                               | 2019 | 543 638 043 |
| 19   | Il cavaliere oscuro                                       | 2008 | 534 987 076 |
| 20   | Rogue One: A Star Wars Story                              | 2016 | 533 539 991 |
| 21   | Star Wars - L'ascesa di Skywalker                         | 2019 | 515 202 542 |
| 22   | La bella e la bestia                                      | 2017 | 504 481 165 |
| 23   | Star Wars - Episodio I - La minaccia fantasma             | 1999 | 487 576 624 |
| 24   | Alla ricerca di Dory                                      | 2016 | 486 295 561 |
| 25   | Frozen II - Il segreto di Arendelle                       | 2019 | 477 373 578 |
| 26   | Wicked                                                    | 2024 | 473 231 120 |
| 27   | Guerre stellari                                           | 1977 | 460 998 507 |
| 28   | Oceania 2                                                 | 2024 | 460 405 297 |
| 29   | Avengers: Age of Ultron                                   | 2015 | 459 005 868 |
| 30   | Black Panther: Wakanda Forever                            | 2022 | 453 829 060 |
| 31   | Il cavaliere oscuro - Il ritorno                          | 2012 | 448 149 584 |
| 32   | Shrek 2                                                   | 2004 | 444 978 202 |
| 33   | E.T. l'extra-terrestre                                    | 1982 | 439 454 989 |
| 34   | Toy Story 4                                               | 2019 | 434 038 008 |
| 35   | Captain Marvel                                            | 2019 | 426 829 839 |
| 36   | Il re leone                                               | 1994 | 424 979 720 |
| 37   | Hunger Games - La ragazza di fuoco                        | 2013 | 424 668 047 |
| 38   | Un film Minecraft                                         | 2025 | 423 949 195 |
| 39   | Pirati dei Caraibi - La maledizione del forziere fantasma | 2006 | 423 315 812 |
| 40   | Lilo & Stitch                                             | 2025 | 421 749 331 |
| 41   | Jurassic World - Il regno distrutto                       | 2018 | 417 719 760 |
| 42   | Toy Story 3 - La grande fuga                              | 2010 | 415 004 880 |
| 43   | Star Wars - Episodio III - La vendetta dei Sith           | 2005 | 414 378 291 |
| 44   | Wonder Woman                                              | 2017 | 412 845 172 |
| 45   | Doctor Strange nel Multiverso della Follia                | 2022 | 411 331 607 |
| 46   | Iron Man 3                                                | 2013 | 409 013 994 |
| 47   | Captain America: Civil War                                | 2016 | 408 084 349 |
| 48   | Hunger Games                                              | 2012 | 408 010 692 |
| 49   | Spider-Man                                                | 2002 | 407 774 549 |
| 50   | Jurassic Park                                             | 1993 | 407 185 075 |

## Classifica dei film con il maggior numero di biglietti venduti

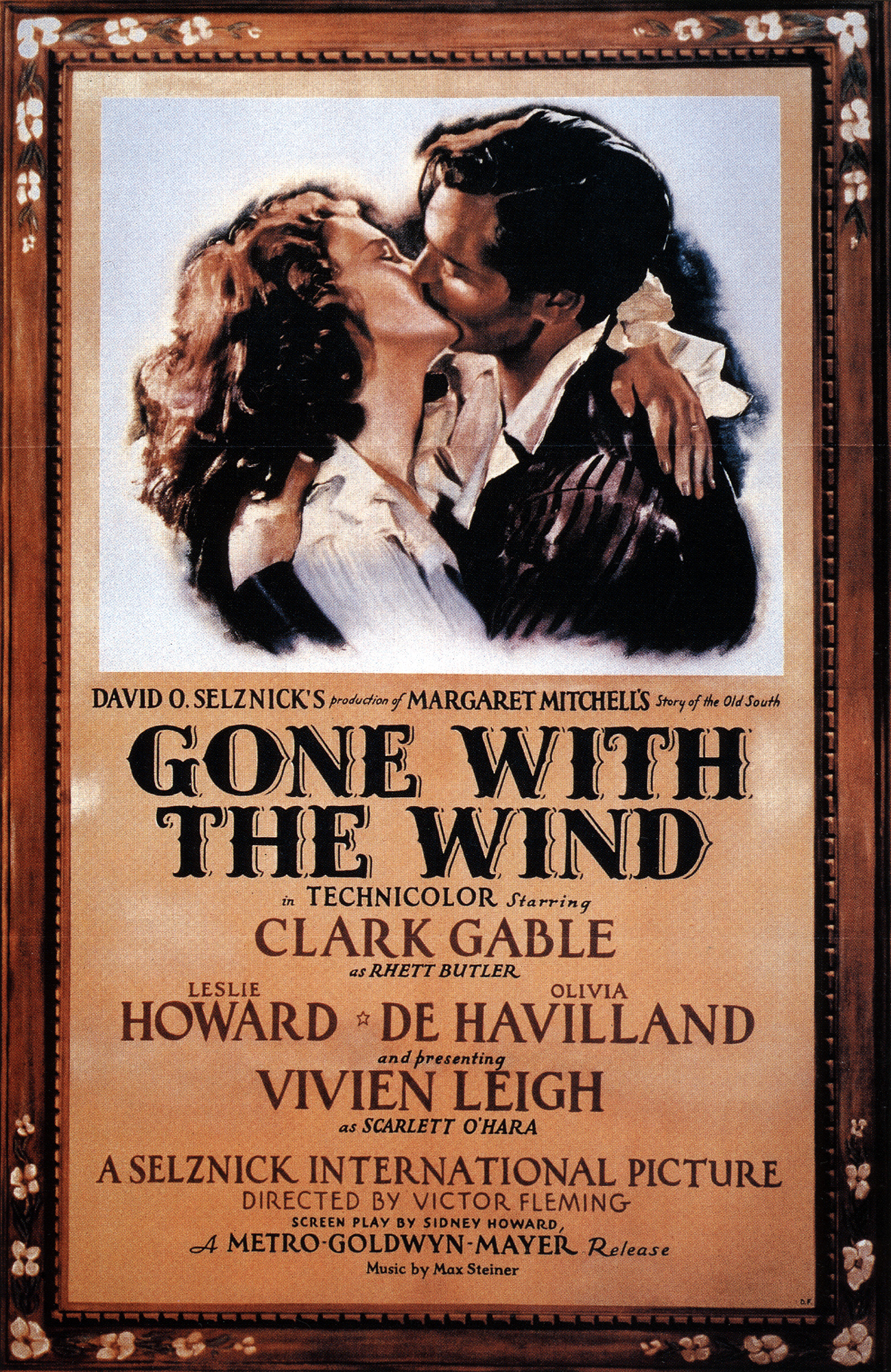
Poster di Via col vento (1939), il film con il maggior numero di biglietti venduti in Canada e negli Stati Uniti

Questa classifica elenca i film che hanno venduto più biglietti negli Stati Uniti, che coincide con la classifica degli incassi di tutti i tempi "aggiustata" con il tasso d'inflazione, essendo stata calcolata proprio adeguando l'incasso del film al prezzo del biglietto attuale.
| Pos. | Film                                               | Anno | Biglietti   |
| ---- | -------------------------------------------------- | ---- | ----------- |
| 1    | Via col vento                                      | 1939 | 202 286 200 |
| 2    | Guerre stellari                                    | 1977 | 178 119 500 |
| 3    | Tutti insieme appassionatamente                    | 1965 | 142 485 200 |
| 4    | E.T. l'extra-terrestre                             | 1982 | 141 854 300 |
| 5    | Titanic                                            | 1997 | 135 549 800 |
| 6    | I dieci comandamenti                               | 1956 | 131 000 000 |
| 7    | Lo squalo                                          | 1975 | 128 159 700 |
| 8    | Il dottor Živago                                   | 1965 | 124 135 500 |
| 9    | L'esorcista                                        | 1973 | 110 599 200 |
| 10   | Biancaneve e i sette nani                          | 1937 | 109 000 000 |
| 11   | Star Wars - Il risveglio della Forza               | 2015 | 108 115 100 |
| 12   | La carica dei 101                                  | 1961 | 99 917 300  |
| 13   | L'Impero colpisce ancora                           | 1980 | 98 273 100  |
| 14   | Ben-Hur                                            | 1959 | 98 046 900  |
| 15   | Avatar                                             | 2009 | 97 309 600  |
| 16   | Avengers: Endgame                                  | 2019 | 95 268 900  |
| 17   | Il ritorno dello Jedi                              | 1983 | 94 059 400  |
| 18   | Jurassic Park                                      | 1993 | 91 799 700  |
| 19   | Star Wars - Episodio I - La minaccia fantasma      | 1999 | 90 312 100  |
| 20   | Il re leone                                        | 1994 | 89 146 400  |
| 21   | La stangata                                        | 1973 | 89 142 900  |
| 22   | I predatori dell'arca perduta                      | 1981 | 88 543 400  |
| 23   | Il laureato                                        | 1967 | 85 576 800  |
| 24   | Fantasia                                           | 1940 | 83 043 500  |
| 25   | Il padrino                                         | 1972 | 78 922 500  |
| 26   | Forrest Gump                                       | 1994 | 78 637 100  |
| 27   | Mary Poppins                                       | 1964 | 78 181 800  |
| 28   | Grease (Brillantina)                               | 1978 | 77 098 600  |
| 29   | The Avengers                                       | 2012 | 76 881 200  |
| 30   | Jurassic World                                     | 2015 | 76 789 600  |
| 31   | Black Panther                                      | 2018 | 76 311 500  |
| 32   | Agente 007 - Thunderball (Operazione tuono)        | 1965 | 74 800 000  |
| 33   | Il cavaliere oscuro                                | 2008 | 74 463 500  |
| 34   | Il libro della giungla                             | 1967 | 73 679 900  |
| 35   | La bella addormentata nel bosco                    | 1959 | 72 676 000  |
| 36   | Avengers: Infinity War                             | 2018 | 72 419 700  |
| 37   | Ghostbusters - Acchiappafantasmi                   | 1984 | 71 277 700  |
| 38   | Shrek 2                                            | 2004 | 71 050 900  |
| 39   | Spider-Man                                         | 2002 | 70 626 300  |
| 40   | Butch Cassidy                                      | 1969 | 70 557 900  |
| 41   | Love Story                                         | 1970 | 70 014 500  |
| 42   | Independence Day                                   | 1996 | 69 268 900  |
| 43   | Mamma, ho perso l'aereo                            | 1990 | 67 734 200  |
| 44   | Star Wars - Gli ultimi Jedi                        | 2017 | 67 594 500  |
| 45   | Pinocchio                                          | 1940 | 67 403 300  |
| 46   | Cleopatra                                          | 1963 | 67 183 500  |
| 47   | Beverly Hills Cop - Un piedipiatti a Beverly Hills | 1984 | 67 150 000  |
| 48   | Agente 007 - Missione Goldfinger                   | 1964 | 66 300 000  |
| 49   | Gli Incredibili 2                                  | 2018 | 66 299 200  |
| 50   | Airport                                            | 1970 | 66 111 300  |